# Malia Metella
Malia Metella (* 23. Februar 1982 in Cayenne, Französisch-Guayana) ist eine französische Schwimmerin.
Malia Metella startete für die Dauphins du TOEC aus Toulouse. Sie holte den Titel über 100 m Freistil bei den Schwimmeuropameisterschaften 2004. Bei den Olympischen Spielen 2004 in Athen gewann Metella die Silbermedaille in über 50 m Freistil. Sie nahm 2005 an den Schwimmweltmeisterschaften in Montreal teil und belegte dort zusammen mit Natalie Coughlin den 2. Platz in 100 m Freistil. Bei den Schwimmeuropameisterschaften 2006 in Budapest gewann Metella mit der 4-mal-100-Meter-Freistilstaffel die Bronzemedaille.